# Bogalay
Bogalay est une ville du sud de la Birmanie située dans le district de Pyapon, dans la Région d'Ayeyarwady.

## Histoire
Elle fut particulièrement touchée par le Cyclone Nargis en mai 2008, avec plus de 10 000 morts sur les 140 000 estimés pour le pays.